# Sobre las olas

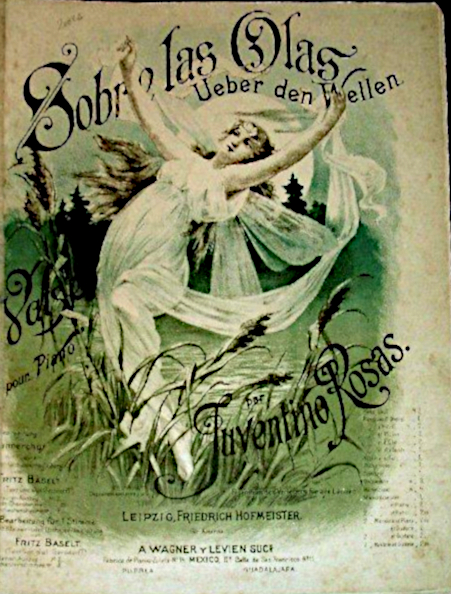
Klavier-Notenblatt

Der Walzer Sobre las olas (spanisch für Über den Wellen) wurde von Juventino Rosas komponiert und 1888 veröffentlicht.

## Versionen
Zu dem Walzer wurden Texte in unterschiedlichen Sprachen geschrieben. Einen spanischen Text zu einem gleichnamigen Lied sang der bekannte mexikanische Sänger Pedro Infante.
Auf Englisch wurde die Komposition unter dem Titel The Loveliest Night of the Year bekannt. In dem 1951 uraufgeführten Film Der große Caruso wurde das Lied von Ann Blyth gesungen, aber bereits 1948 von ihrem Filmpartner Mario Lanza aufgenommen und auf seinem Album L'incredibile Mario Lanza veröffentlicht. Die englischsprachige Version wurde auch von einigen anderen Künstlern aufgenommen; darunter Anne Shelton auf ihrem 1961 veröffentlichten Album Anne, Linda Scott auf ihrem 1962 publizierten Album Linda und Al Martino. Auch Connie Francis nahm das Lied auf und veröffentlichte es unter dem englischen Titel auf ihrem 1960 publizierten Album More Italian Favorites, obwohl sie es in italienischer Sprache sang. Mit Du, nur Du allein nahm Helmut Lotti auch eine deutsche Version auf.
Darüber hinaus wurde das Stück auch von einigen Künstlern, die eigentlich einen anderen Musikstil verkörpern, instrumental gecovert. Hierzu zählen unter anderem Chet Atkins, Roy Clark und Willie Nelson. Von den Beach Boys existiert eine Instrumentalaufnahme des Liedes unter dem Titel Carnival.